# Laurent Devin
Laurent Devin (Binche, 16 maart 1970) is een Belgisch politicus voor de PS.

## Levensloop
Als licentiaat in de communicatie en in de journalistiek aan de Université libre de Bruxelles, een diploma dat hij in 1992 behaalde, ging hij als vrijgestelde aan de slag bij het jeugdhuis van Marcinelle. Later werd hij wijkcoördinator van een sociaal ontwikkelingsproject van het OCMW van Charleroi in Dampremy en Marchienne-Docherie. Tezelfdertijd ontplooide hij activiteiten in zijn geboorteplaats Binche. Hij richtte er in 2000 de vereniging Culture en Marge op, alsook de vzw Un Soir à Binche, dat jongeren in aanraking wil brengen met uitvoerende kunsten. In Binche stampte hij tevens het jongerenhuis "Espace Jeunes" uit de grond en werd er de voorzitter van.
Van 1999 tot 2004 werkte hij als attaché op de kabinetten van de toenmalige ministers van de Franse Gemeenschap Robert Collignon en Rudy Demotte. Ook was hij betrokken bij het opstellen van het dossier dat naar de UNESCO gestuurd werd om het carnaval van Binche met de Gilles te erkennen op de lijst van meesterwerken van het orale en immateriële erfgoed van de mensheid, wat in november 2003 effectief gebeurde. Zelf was hij ook Gille van Binche en werd de ondervoorzitter van de vereniging van de Gilles, Les Incas.
Sinds januari 2001 is hij voor de PS gemeenteraadslid van Binche. Na de gemeenteraadsverkiezingen van oktober 2006 werd Devin burgemeester van de stad, een functie die hij nog steeds uitoefent. In die hoedanigheid werd hij in 2014 de derde voorzitter van de Communauté urbaine du Centre, vanaf 2023 Centropôle, een samenwerkingsorgaan van twaalf steden en gemeenten in de Centrestreek. Van 2013 tot 2017 was Devin tevens lid van de raad van bestuur van de UVCW, de vereniging van Waalse steden en gemeenten.
In juni 2004 werd hij voor het arrondissement Thuin verkozen in het Waals Parlement en in het Parlement van de Franse Gemeenschap en oefende deze mandaten uit tot in juni 2009. In de laatste assemblee was Devin lid van de commissies Financiën, Begroting, Algemene Zaken en Sport en Cultuur, Jeugd, Media en Bioscopen. In juli 2009 werd Devin opnieuw Waals Parlementslid en volksvertegenwoordiger van de Franse Gemeenschap ter vervanging van Paul Furlan, die Waals minister werd. In het Waals Parlement was hij van 2009 tot 2010 vicevoorzitter van de commissie Energie, Huisvesting, Openbaar Ambt en Wetenschappelijk Onderzoek en in het Frans Gemeenschapsparlement zetelde hij in de commissie Financiën, Begroting en Sport. In juni 2010 nam Devin ontslag vanwege zijn verkiezing tot lid van de Kamer van volksvertegenwoordigers. Hij zou er twee legislaturen lang zetelen, tot aan de verkiezingen van mei 2019. 
Bij deze verkiezingen werd Devin als lijsttrekker voor de PS in de nieuwe kieskring Zinnik-La Louvière opnieuw verkozen in het Waals Parlement en het Parlement van de Franse Gemeenschap. In dat laatste parlement was hij van september 2019 tot december 2022 derde ondervoorzitter en voorzitter van de PS-fractie en daarna was hij van december 2022 tot juni 2024 fractieleider in het Waals Parlement. In het Waals Parlement was hij van 2019 tot 2024 tevens lid van de commissie Huisvesting en Lokale Besturen. Na zijn herverkiezing in juni 2024 werd Devin eerste ondervoorzitter van het Waals Parlement.